# Taschkent
Taschkent (usbekisch Toshkent „Steinstadt“, früher kyrillisch Тошкент Toschkent; russisch Ташкент Taschkent) ist die Hauptstadt Usbekistans und mit über drei Millionen Einwohner die größte Stadt in Zentralasien. Die Stadt liegt nördlich der großen Seidenstraße an der Grenze zu Kasachstan am westlichen Rand des Tian-Shan. Taschkent ist Hauptstadt der gleichnamigen Viloyat Taschkent, zählt jedoch selbst nicht zu dieser, sondern wird als eigenständige Stadt auf Viloyatniveau verwaltet.
Taschkent ist eine Industriestadt (Energiewirtschaft, Maschinen- und Flugzeugbau, Baumwollverarbeitung, Lebensmittelindustrie), ein Verkehrsknotenpunkt mit der U-Bahn und dem Flughafen sowie allgemein ein Kulturzentrum mit Universitäten, Hochschulen, Forschungsinstituten, Theatern, Museen, Observatorium und Zoo. Ein modernes Wahrzeichen von Taschkent ist der Fernsehturm.

## Name
Der alte Name der Stadt lautete „Tschatsch“ (persisch Čāč oder Čāğ) – arabisiert „Schāsch“ (Šāš) – und wird u. a. in sassanidischen Inschriften und im Schāhnāma Firdausis erwähnt; seine Etymologie ist nicht geklärt. Unter anderem wurde versucht, das Wort mit einem jenisseischen Wort für „Stein“ in Verbindung zu bringen. Damit wäre der Name auf die Zeit der hunnischen Besetzung Sogdiens zurückzuführen; da er jedoch schon unter Schapur I. (240–272) nachweisbar ist, erscheint dieser Erklärungsversuch als falsch. Auch die frühesten chinesischen Quellen transkribieren den Namen der Stadt mit dem Zeichen schih, also „Stein“. Eine mögliche tocharische Herkunft wird ebenfalls diskutiert.
Der moderne Name der Stadt, in der perso-arabischen Schrift als تاشکند / „Tāškand“ transkribiert, setzt sich zusammen aus „Tasch“ und dem sogdischen Wort für Stadt („kand“). Er ist frühestens im Tāriḫ al-Hind von al-Bīrūnī nachzuweisen, auf Münzprägungen erst in der Epoche der Mongolen. „Tasch“ kann u. a. aus dem türkischen Wort für Stein („taş“) entlehnt und somit eine Übersetzung früherer Namen sein. Damit wäre die moderne usbekische Bedeutung „Stadt aus Steinen“ gegeben. Der Orientalist D. Sinor sieht hingegen das türkische Wort „Taz“ als Ursprung des Wortes, welcher selbst eine Umwandlung des arabischen Stammesnamens Tayy ist. Die Tayy gehörten zu den ersten arabischen Stämmen in Zentralasien, und im Laufe der Zeit wurde ihr Name in den türkischen Sprachen, zuerst als „Taz“ und später als „Tāt(sch)“, auf alle Muslime und anschließend spezifisch auf die islamisierte und sesshafte iranische Bevölkerung der Region übertragen, die zu dem Zeitpunkt die Mehrheit der Bevölkerung Zentralasiens bildeten. Er ist heute in den Ethnonymen der iranischsprachigen Tadschiken und Tat enthalten. Somit würde sich, dieser Definition zufolge, die Bedeutung „Stadt der (muslimischen) Iraner“ ergeben. Diese Herleitung findet aber „kaum Befürwortung“.
Der heutige tadschikische Name ist Toschkand (Тошканд). Andere, heute nicht mehr verwendete Bezeichnungen der Stadt sind Schasch oder Binkent.

## Geographie

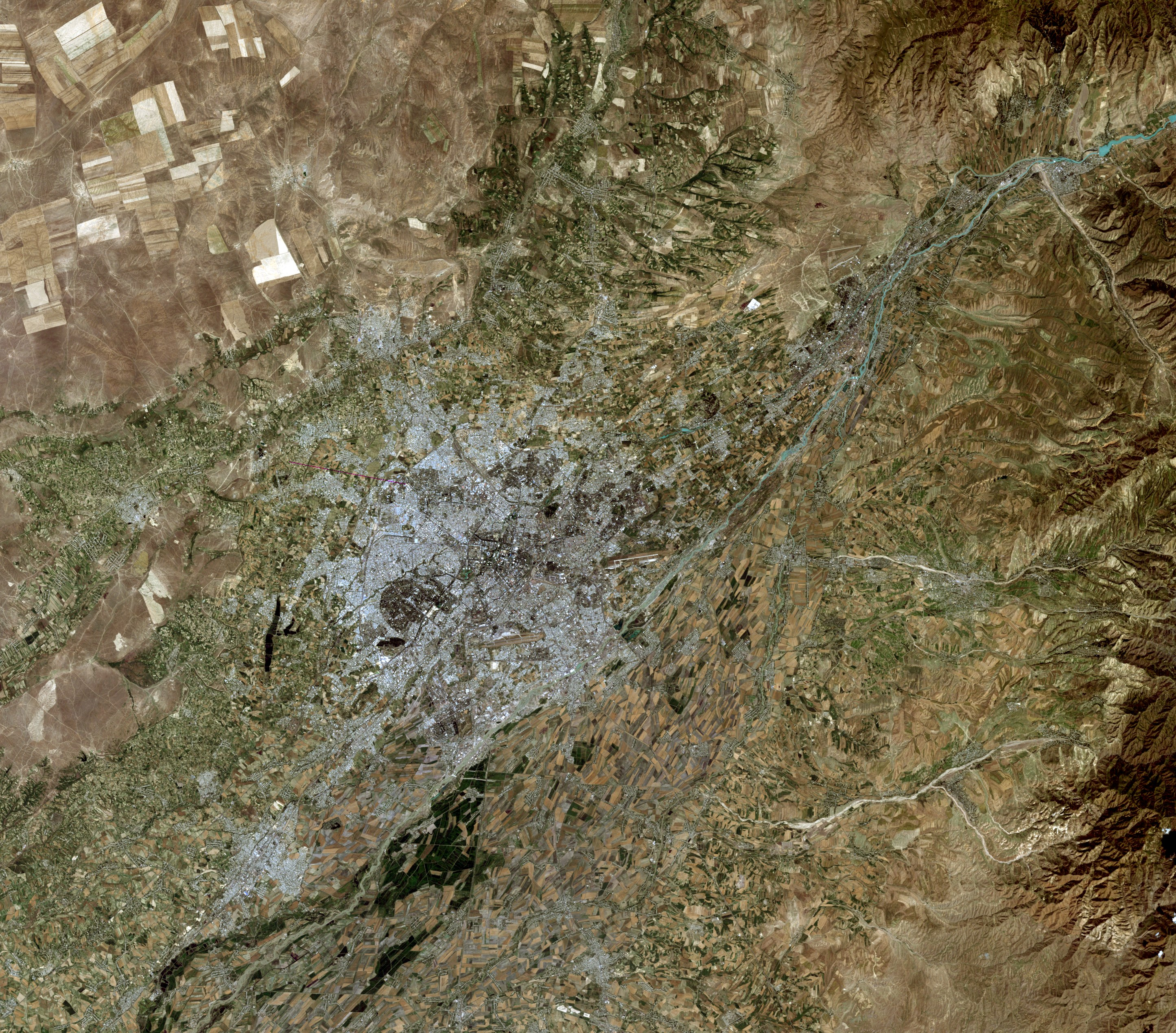
Satellitenbild von Taschkent

Das Stadtgebiet von Taschkent hat eine Fläche von 334,8 Quadratkilometern. Dies entspricht etwas mehr als einem Drittel der Fläche Berlins. Die Stadt liegt in einer Höhe von etwa 455 Metern an den Westausläufern des Tianshangebirges. Der Fluss Ankhor durchfließt sie; an der südlichen Stadtgrenze verläuft von Nordosten kommend der Fluss Chirchiq.

### Klima
Das Klima ist sehr kontinental geprägt mit heißen, trockenen Sommern und kalten Wintern. Die Temperatur beträgt im Jahresmittel etwa 13,5 °C. Im Sommer steigen die Temperaturen auf über 35 °C (tagelange Hitzewellen von 44 °C wie im Juli 2022 sind auch möglich). Im Winter werden Temperaturen deutlich unter dem Gefrierpunkt erreicht. Die jährliche Niederschlagssumme beträgt etwa 418,8 mm. Die meisten Niederschläge fallen von November bis März.
|                       | Jan  | Feb  | Mär  | Apr  | Mai  | Jun  | Jul  | Aug  | Sep  | Okt  | Nov  | Dez  |   |       |
| Mittl. Tagesmax. (°C) | 5,8  | 7,9  | 14,3 | 21,8 | 27,4 | 33,2 | 35,7 | 34,0 | 28,7 | 21,0 | 14,2 | 8,5  | ⌀ | 21,1  |
| Mittl. Tagesmin. (°C) | −3,1 | −1,5 | 4,2  | 9,9  | 13,7 | 17,7 | 19,4 | 17,2 | 12,4 | 7,2  | 3,3  | −0,3 | ⌀ | 8,4   |
|                       |      |      |      |      |      |      |      |      |      |      |      |      |   |       |
| Niederschlag (mm)     | 54,5 | 46,8 | 72,3 | 63,6 | 32,0 | 7,1  | 3,5  | 2,0  | 4,5  | 34,1 | 45,0 | 53,4 | Σ | 418,8 |
|                       |      |      |      |      |      |      |      |      |      |      |      |      |   |       |
| Sonnenstunden (h/d)   | 3,8  | 4,4  | 5,3  | 7,2  | 9,8  | 12,1 | 12,4 | 11,8 | 10,0 | 7,3  | 5,0  | 3,4  | ⌀ | 7,7   |
|                       |      |      |      |      |      |      |      |      |      |      |      |      |   |       |
| Regentage (d)         | 13,7 | 12,3 | 13,8 | 12,9 | 10,2 | 5,1  | 2,9  | 1,9  | 3,2  | 8,1  | 10,2 | 12,8 | Σ | 107,1 |
|                       |      |      |      |      |      |      |      |      |      |      |      |      |   |       |
| Luftfeuchtigkeit (%)  | 70   | 68   | 63   | 60   | 53   | 41   | 40   | 43   | 46   | 58   | 66   | 71   | ⌀ | 56,5  |

| −3,1 |

| −1,5 |

| 4,2 |

| 9,9 |

| 13,7 |

| 17,7 |

| 19,4 |

| 17,2 |

| 12,4 |

| 7,2 |

| 3,3 |

| −0,3 |

| −3,1 |

| −1,5 |

| 4,2 |

| 9,9 |

| 13,7 |

| 17,7 |

| 19,4 |

| 17,2 |

| 12,4 |

| 7,2 |

| 3,3 |

| −0,3 |

### Stadtgliederung
Taschkent gliedert sich in 11 Distrikte (Tuman):
| \| Nr. \| Tuman \| Fläche (km²) \| Bevöl kerung (01.01.2020) \| Dichte 2 \| \| ---- \| -------------- \| ------------ \| ------------------------- \| -------- \| \| 1 \| Bektemir \| 21,91 \| 34.829 \| 1.590 \| \| 2 \| Chilonzor \| 30,28 \| 248.143 \| 8.195 \| \| 3 \| Yashnobod \| 37,40 \| 241.812 \| 6.466 \| \| 4 \| Mirobod \| 16,72 \| 138.009 \| 8.254 \| \| 5 \| Mirzo Ulugʻbek \| 37,49 \| 275.531 \| 7.349 \| \| 6 \| Sirgʻali \| 51,87 \| 195.760 \| 3.774 \| \| 7 \| Shoyhontohur \| 26,99 \| 340.707 \| 12.623 \| \| 8 \| Olmazar \| 33,74 \| 365.435 \| 10.831 \| \| 9 \| Uch Tepa \| 28,23 \| 272.537 \| 9.654 \| \| 10 \| Yakkasaroy \| 14,09 \| 118.854 \| 8.435 \| \| 11 \| Yunusobod \| 41,38 \| 340.051 \| 8.218 \| \| 1–11 \| Taschkent \| 340,10 \| 2.571.668 \| 7.562 \| |                |              |                           |          |
| Nr. | Tuman          | Fläche (km²) | Bevöl kerung (01.01.2020) | Dichte 2 |
| 1 | Bektemir       | 21,91        | 34.829                    | 1.590    |
| 2 | Chilonzor      | 30,28        | 248.143                   | 8.195    |
| 3 | Yashnobod      | 37,40        | 241.812                   | 6.466    |
| 4 | Mirobod        | 16,72        | 138.009                   | 8.254    |
| 5 | Mirzo Ulugʻbek | 37,49        | 275.531                   | 7.349    |
| 6 | Sirgʻali       | 51,87        | 195.760                   | 3.774    |
| 7 | Shoyhontohur   | 26,99        | 340.707                   | 12.623   |
| 8 | Olmazar        | 33,74        | 365.435                   | 10.831   |
| 9 | Uch Tepa       | 28,23        | 272.537                   | 9.654    |
| 10 | Yakkasaroy     | 14,09        | 118.854                   | 8.435    |
| 11 | Yunusobod      | 41,38        | 340.051                   | 8.218    |
| 1–11 | Taschkent      | 340,10       | 2.571.668                 | 7.562    |

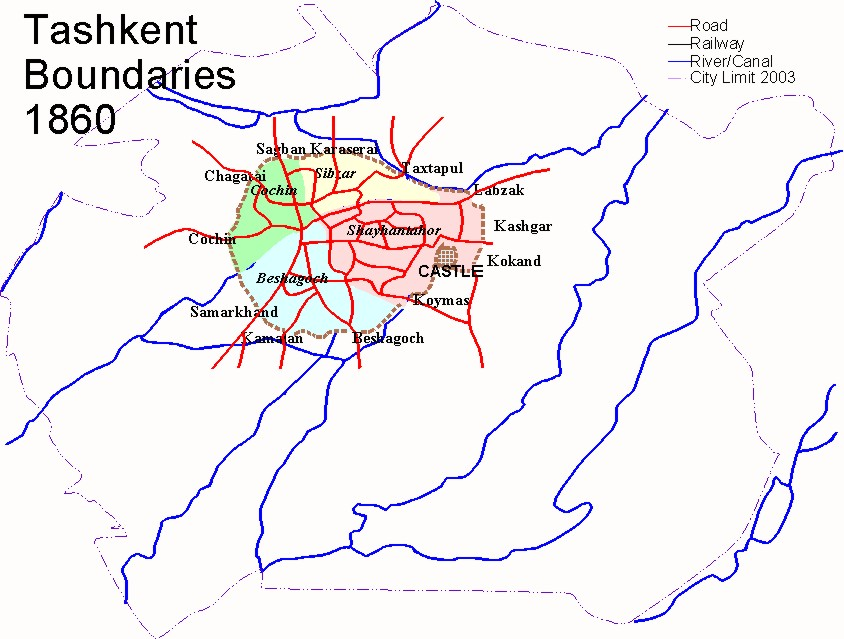
1860
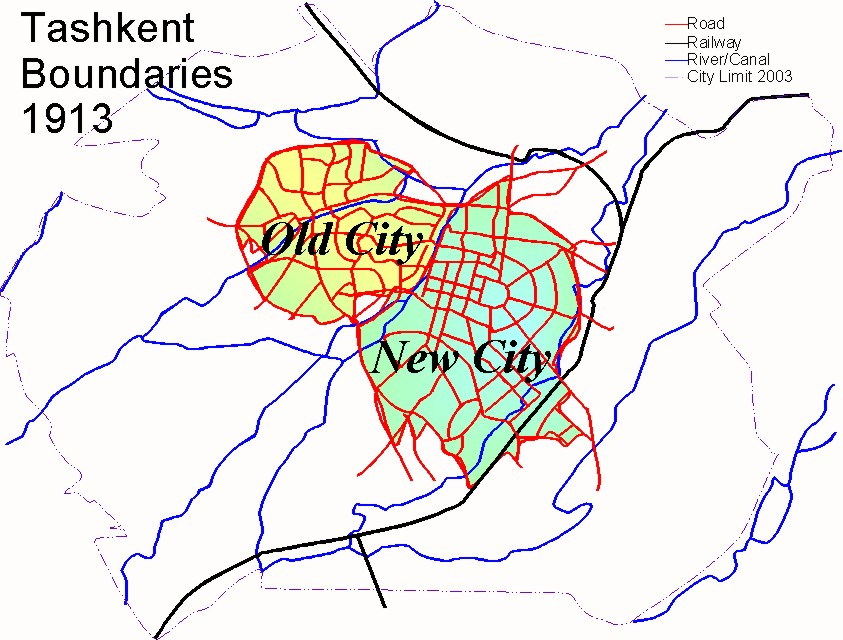
1913
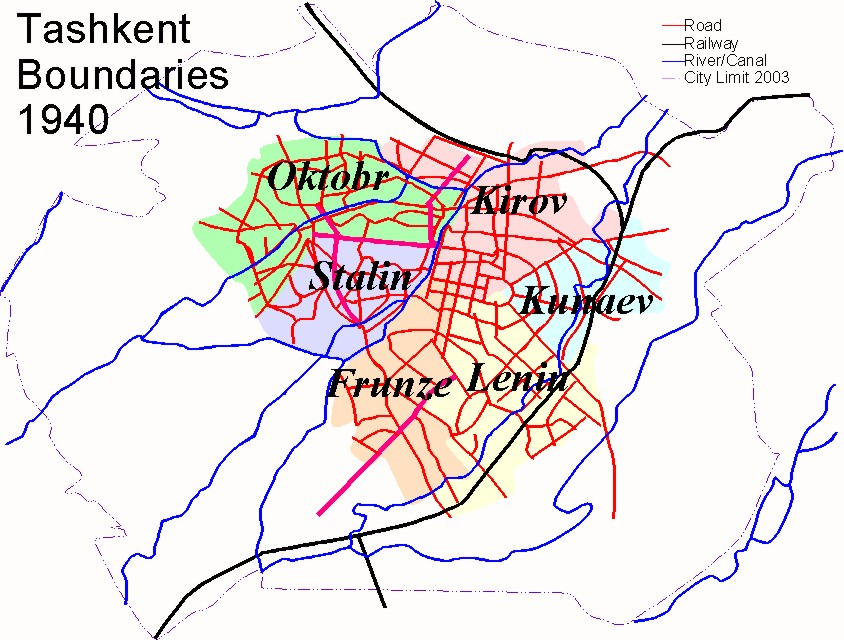
1940
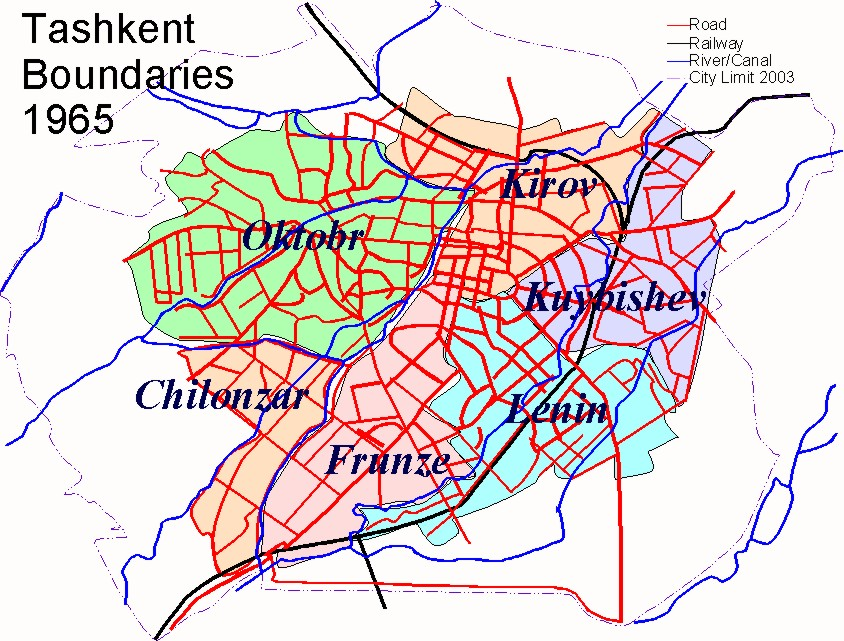
1965 kurz vor dem Erdbeben
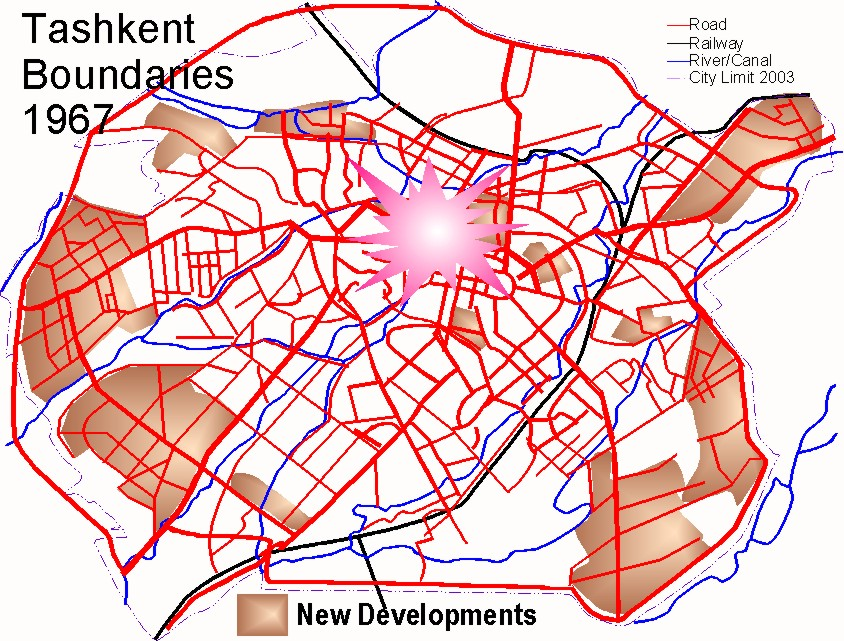
1966 Wiederaufbau nach dem Erdbeben
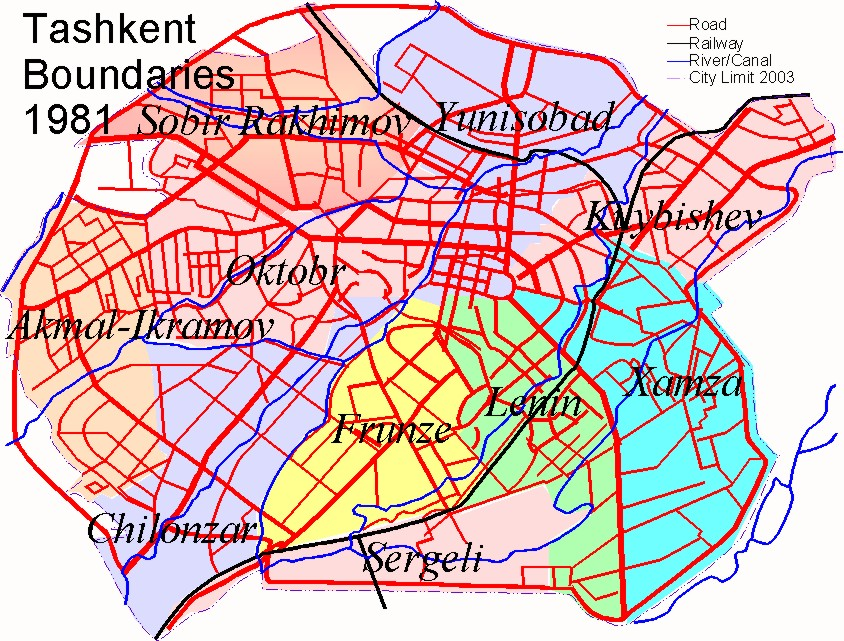
1981
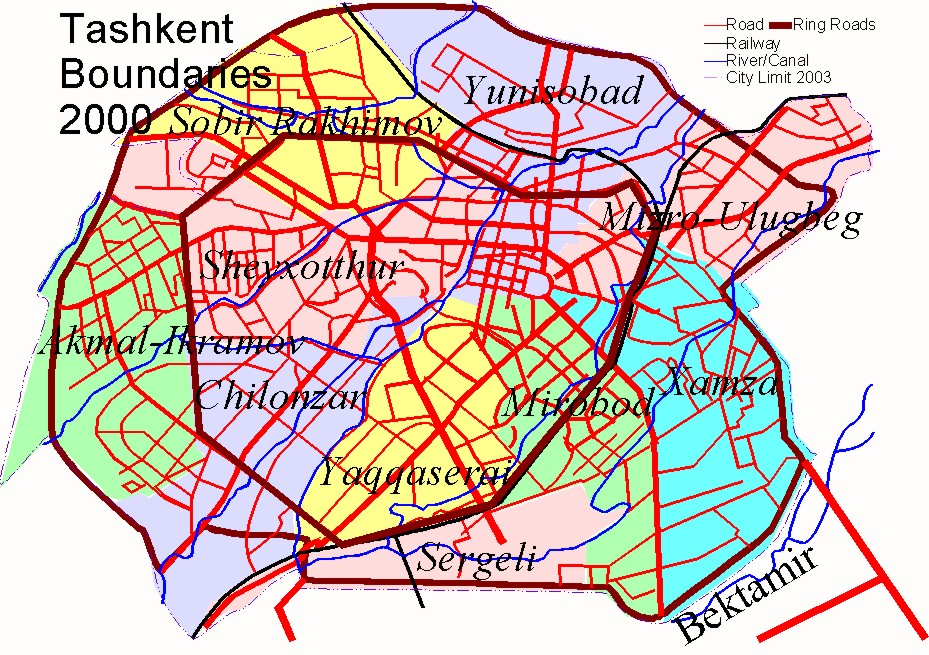
2000

## Bevölkerung

### Religion

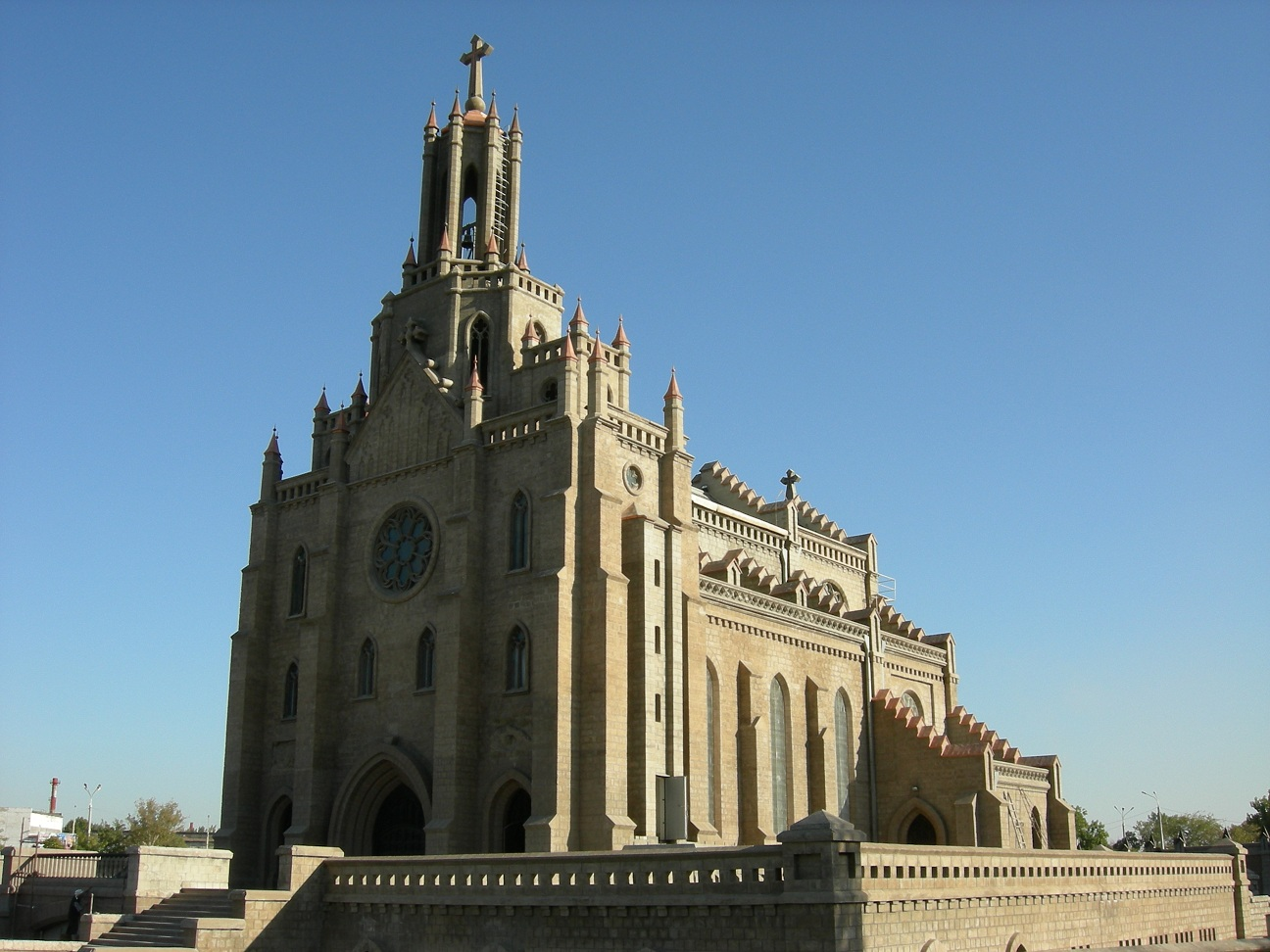
Römisch-katholische Kathedralkirche Herz Jesu

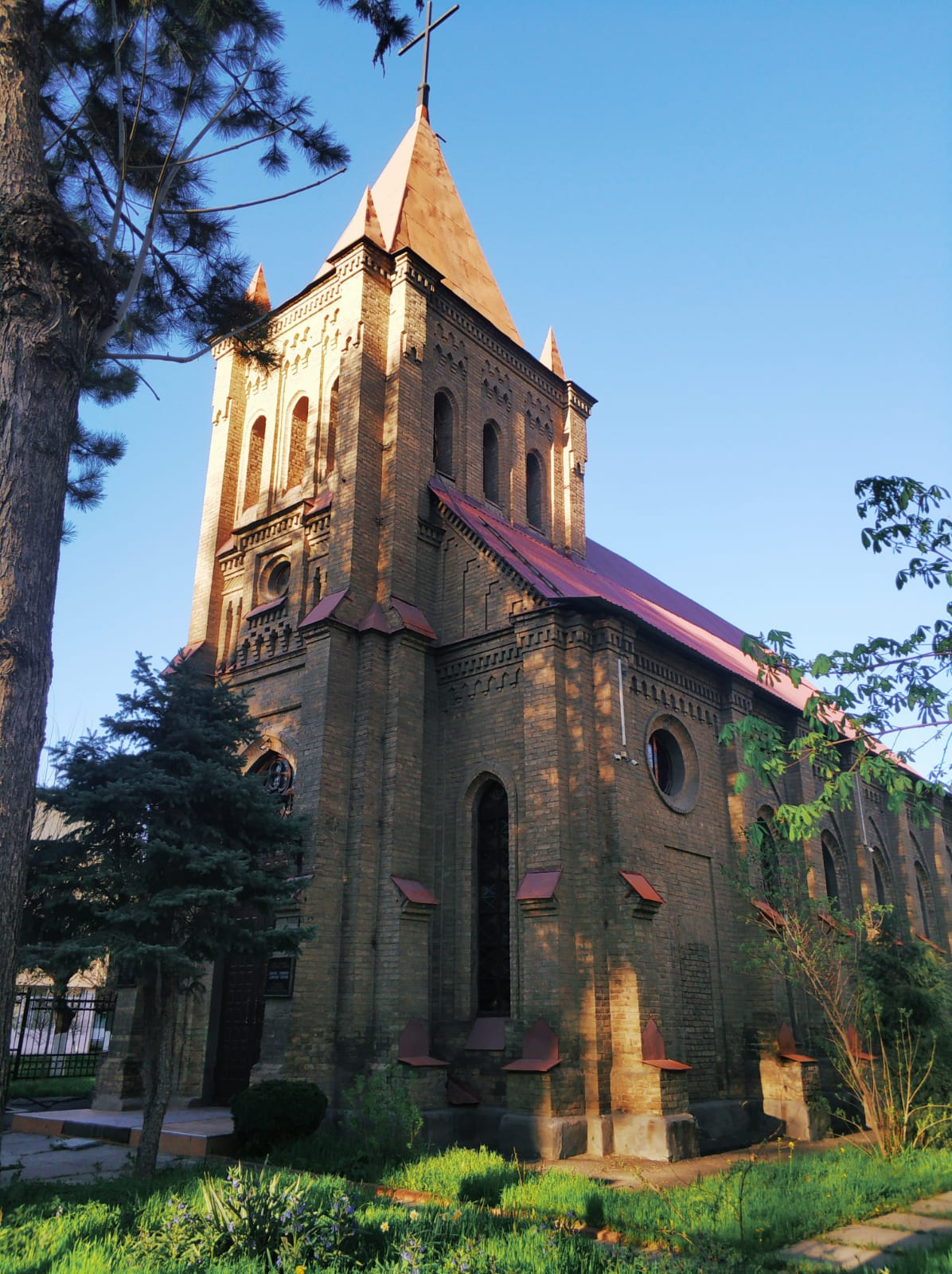
Evangelisch-Lutherische Kirche

Usbeken (sie stellen die Mehrheit der Bevölkerung in Taschkent) sowie die zahlreich in der Stadt vertretenen Minderheiten wie Tataren, Tadschiken und Uiguren bekennen sich traditionell zum sunnitischen Islam. In der Stadt finden sich daher unzählige Denkmäler islamischer Architektur. Taschkent ist außerdem Sitz des Eparchen der Russisch-Orthodoxen Kirche in Usbekistan und des Bischofs der Evangelisch-Lutherischen Kirche in Usbekistan.
Die 1912 erbaute katholische Kathedralkirche Herz Jesu in Taschkent wurde in der sowjetischen Zeit zweckentfremdet. Seit 1991 gehört die Kathedralpfarrei Herz Jesu wieder zur katholischen Gemeinde Taschkent, und sie wurde im Jahr 2000 nach den Restaurierungsarbeiten erneut geweiht. Zu diesem Zweck spendete die katholische St.-Paulus-Gemeinde in Bonn eine Orgel. 2005 hat Papst Johannes Paul II. die römisch-katholische Mission sui juris Usbekistan zur Apostolischen Administratur Usbekistan mit Sitz in Taschkent erhoben.
Die Evangelisch-Lutherische Kirche Taschkent wurde 1896 erbaut.
Bedingt durch die lange Zugehörigkeit zur Sowjetunion gibt es in Taschkent auch eine vergleichsweise hohe Zahl Konfessionsloser.

### Bevölkerungsentwicklung laut UN
Die Bevölkerung Taschkents überschritt in den 1960er Jahren erstmals die Millionengrenze und lag im Jahre 2017 bei 2,4 Millionen. Bis 2035 wird von einer weiteren Steigerung auf drei Millionen Einwohner gerechnet.
| Jahr | Einwohnerzahl |
| ---- | ------------- |
| 1950 | 755.000       |
| 1960 | 964.000       |
| 1970 | 1.403.000     |
| 1980 | 1.818.000     |
| 1990 | 2.100.000     |
| 2000 | 2.135.000     |
| 2010 | 2.244.000     |
| 2017 | 2.435.000     |
| 2021 | 2.694.400     |

## Geschichte

### Antike und Mittelalter
Taschkent wurde im 3. Jahrhundert v. Chr. in chinesischen Quellen erstmals erwähnt.
Im Jahre 751 nahmen arabische Streitkräfte Taschkent ein und trafen auf die westlichen Vorposten des Kaiserreich Chinas. Damit stieß die arabische Expansion einstweilen an ihre Grenzen. Gleichzeitig breitete sich in dem Gebiet der Islam aus. Im 9. und 10. Jahrhundert fiel Taschkent an den Staat der Samaniden. In dieser Zeit waren die beiden islamischen Gelehrten al-Haitham ibn Kulaib asch-Schāschī (gest. 946) und Abū Bakr al-Qaffāl asch-Schāschī (gest. 976) hier tätig. Im 11. Jahrhundert wurde Taschkent zum ersten Mal als Stadt genannt.
Im Jahre 1220 eroberte Dschingis Khan die Stadt und gliederte sie in sein Reich ein. Im 14. Jahrhundert kam Taschkent unter dem Krieger Timur Lenk und den Timuriden erneut zu Reichtum. Später war Taschkent zwischen bucharischen, usbekischen und kasachischen Khanaten umstritten.
Im 17. und 18. Jahrhundert brachte man auf dem Landweg, besonders von Taschkent aus, Handelsgüter mit Kamelkarawanen nach Norden. Vor allem unter dem Zaren Peter I. (1682–1725) festigten sich auch die diplomatischen Beziehungen zwischen Russland und den mittelasiatischen Khanaten. Häufig wurden Gesandtschaften ausgetauscht.

### Russische Eroberung

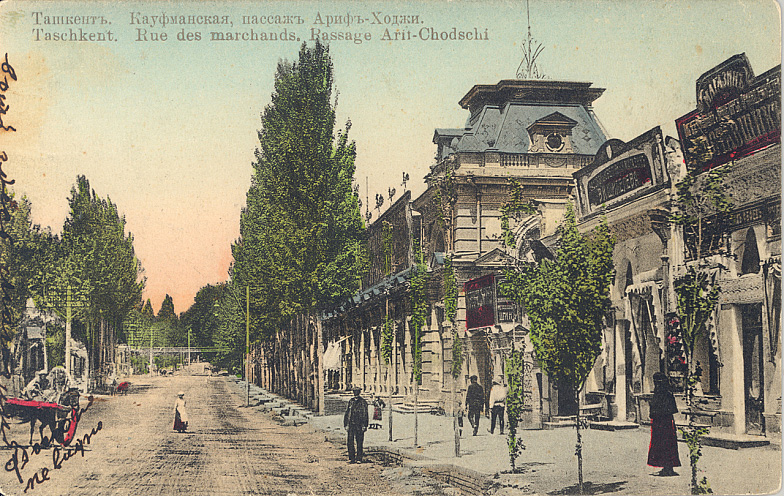
Taschkent 1917

Im Jahre 1839 versuchte der russische Zar Nikolaus I., die Expansion der Briten in dem Gebiet zu verhindern. Taschkent wurde 1865 von russischen Streitkräften erobert und 1867 zum Zentrum des Generalgouvernements Turkestan gemacht.

### Sowjetische Zeit
Nach der Oktoberrevolution 1917 wurde Taschkent am 18. April 1918 zur Hauptstadt der Autonomen Sozialistischen Sowjetrepublik Turkestan innerhalb Russlands erklärt. Bei der Aufteilung der ASSR Turkestan im Jahre 1924 wurde Taschkent Hauptstadt der am 27. Oktober 1924 neu gegründeten Usbekischen SSR innerhalb der Sowjetunion. Das unmittelbare nördliche Hinterland der Stadt kam jedoch zur Kasachischen SSR, sodass die Stadt zur Grenzstadt wurde.

#### Taschkent als Zentrum des zentralasiatischen Islams
Während der sowjetischen Zeit entwickelte sich die Stadt zu einem wichtigen Zentrum islamischer Aktivitäten. Der bedeutendste Vertreter des gelehrten Islams in Taschkent nach 1919 war Saʿīd ibn Muhammad al-ʿAsalī (gest. 1932), bekannt als Schami Damulla. Seine Lehraktivitäten führten zur Gründung einer Gruppe, die als die Ahl al-Hadīth von Taschkent bekannt waren. Sie hatten aber keinerlei Beziehungen zu den Ahl-i Hadīth in Indien. Als Shami Damullah 1932 aus Taschkent verbannt wurde, übernahm sein Schüler Jamal-Khwaja-Ishan von der Chuqur-Qishlaq-Moschee die Führung der Ahl al-Hadīth und behielt sie, bis er 1937 verhaftet und hingerichtet wurde. Nach der Verhaftung von Jamal-Khwaja-Ishan wurde die Führung der Ahl al-Hadith Mulla Nafiq (Shah-Rasul), dem Imam der Rakat-Moschee in Taschkent, übertragen. Eine zweite Gruppe von islamischen Aktivisten waren Asketen, die von Sabircha-Damulla aus dem Dorf Qaunchi angeführt wurden.
Nachdem 1943 die politischen Kreise um Stalin beschlossen hatten, die Beziehung des Staates zu den Religionsgemeinschaften zu verbessern, wurden vier Muftiate geschaffen, die fortan für die geistlichen Angelegenheiten der Muslime der Sowjetunion zuständig sein sollten. Eines dieser Muftiate war die im Juli 1943 gegründete Geistliche Verwaltung der Muslime Zentralasiens und Kasachstans (SADUM), die ihren Sitz in Taschkent nahm. Die SADUM beschloss, zwei Madrasas zu eröffnen, von denen eine mit 30 Studenten in Taschkent und die andere mit 60 Studenten in Buchara sein sollten, ein Plan, der im Oktober 1945 von der Sowjet-Führung gebilligt wurde. Die Baraq-Khan-Madrasa in Taschkent konnte allerdings erst 1956 ihre Arbeit aufnehmen und wurde 1961 schon wieder geschlossen. Dafür wurde 1971 in Taschkent das Islamische Institut Imam al-Buchārī gegründet, das bis heute weiterbesteht. Neben diesen offiziellen Lehrstätten bildeten sich in Taschkent verschiedene illegale islamische Lehrzirkel, die hujra genannt wurden und unterschiedlich (hanafitisch, schafiitisch, sufisch) ausgerichtet waren.

#### Arbeitslager
In der Stadt gab es zwei sowjetische Arbeitslager (Gulags). Von 1930 bis 1943 bestand hier das Zentralasiatische ITL, ein Straflager mit zeitweise über 36.000 Internierten. Sie leisteten Zwangsarbeit in der Baumwollproduktion, im Wasserbau, in der Konsumgüterproduktion und beim Warentransport. Von 1945 bis 1946 bestand das ANGREN-ITL mit bis zu 1.700 Inhaftierten, die überwiegend im Kohletagebau sowie im Industrie-, Straßen- und Wohnungsbau arbeiten mussten. Das Kriegsgefangenenlager 386 für deutsche Kriegsgefangene des Zweiten Weltkriegs lag ebenfalls in Taschkent.

#### Stadtentwicklung nach dem Zweiten Weltkrieg

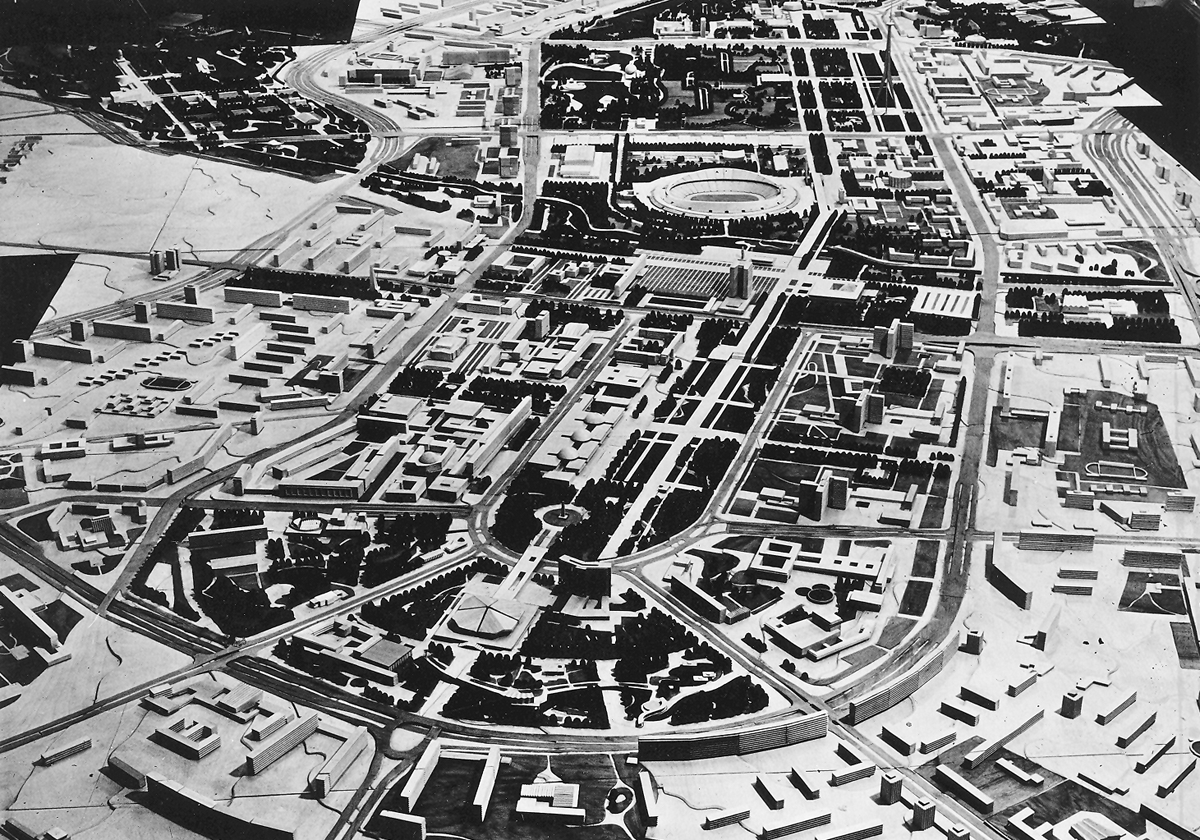
Planungsmodell des erneuerten Stadtzentrums von 1966, Ansicht von Osten

Bei einem Erdbeben am 26. April 1966 wurden erhebliche Teile der Stadt zerstört. Dies gab den Stadtplanern die Möglichkeit, ihre Vision einer neuen Stadt als Symbol sowjetischer Modernität in Asien umzusetzen. Dabei wurden auch nur leicht beschädigte Gebäude der traditionellen Viertel abgerissen. Verkehrswege wurden neu organisiert, Straßen verbreitert, Parks erweitert sowie eine U-Bahn und höhere Gebäude als zuvor gebaut. Umfangreiche und schnelle Hilfe von Partei und Regierung in Moskau kam der Stadt dabei zugute. Durch vorfabrizierte Materialien sowjetischen Designs konnte der zerstörte Wohnraum bis 1970 ersetzt werden. In den 1980er Jahren setzte sich die Expansion von Wohngebieten fort und es entstanden Einkaufszentren in sowjetischem Stil und eine Veranstaltungshalle (Palast der Völkerfreundschaft).
Taschkent war für die Sowjetarmee während des Sowjetisch-Afghanischen Krieges der wichtigste Stützpunkt außerhalb Afghanistans. Die 40. Armee wurde 1979 mit Hauptquartier in Taschkent nach 34 Jahren neu aufgestellt; sie sollte die Grenzen zu Afghanistan sichern. Der Großteil der in Afghanistan verwundeten Soldaten wurde nach der Erstversorgung in eines der Krankenhäuser der Stadt gebracht.

### Nach der Unabhängigkeit Usbekistans

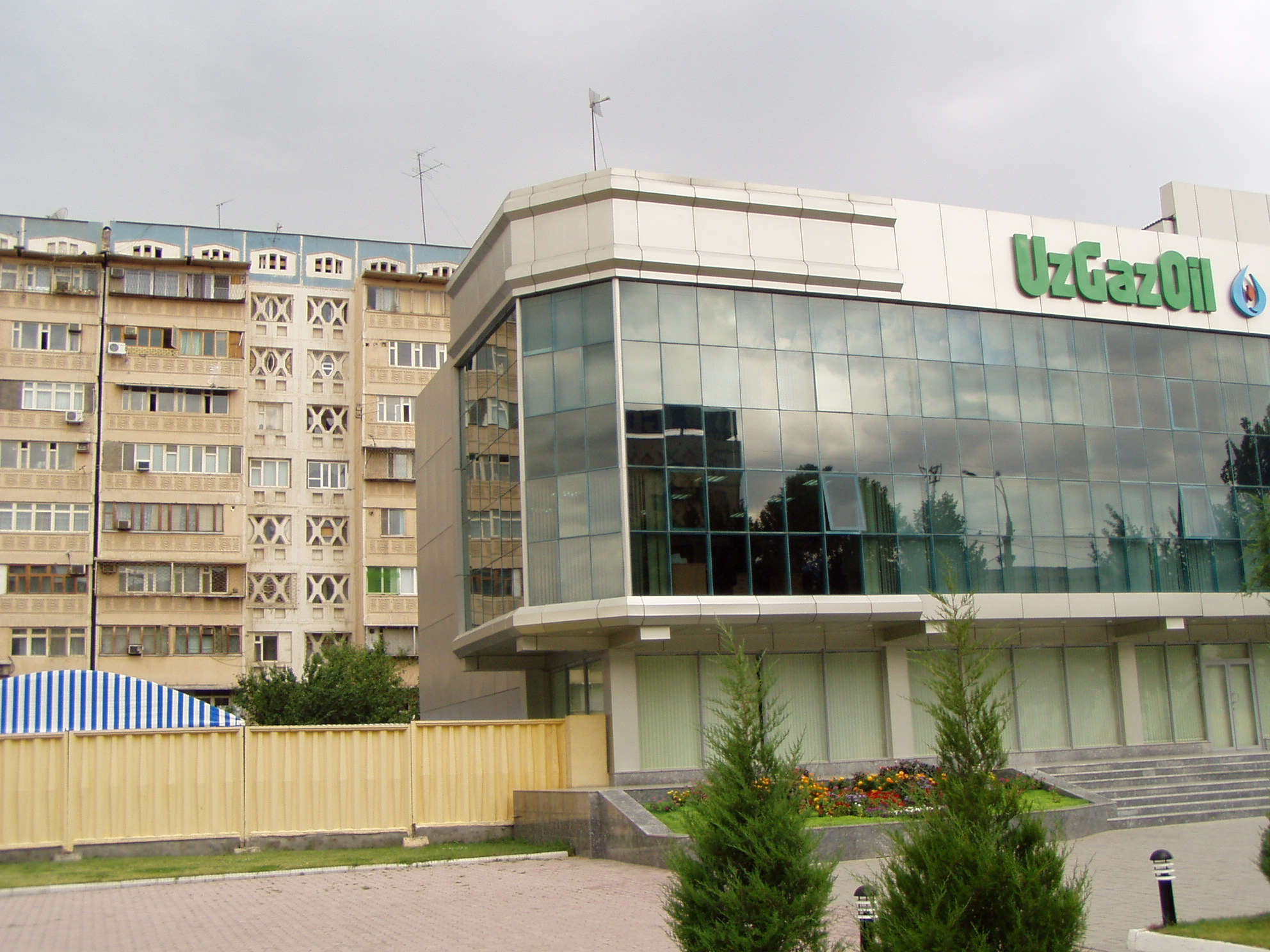
Moderne Bürohäuser vor sowjetischen Plattenbauten

Am 31. August 1991 wurde in Taschkent die Unabhängigkeit Usbekistans ausgerufen und Taschkent zur Hauptstadt des neuen Staates. Seither wird die Stadt renoviert und umgebaut, um das Bild eines mächtigen Regierungszentrums für einen modernen unabhängigen Staat zu schaffen. Im Jahr 1999 kam es zu Bombenanschlägen auf den Präsidenten.

## Politik und Verwaltung
Taschkent ist Sitz aller wichtigen staatlichen Institutionen Usbekistans, so auch Sitz des Präsidenten und des Oliy Majlis, des Parlaments. Dazu kommen zahlreiche Ministerien und internationale Vertretungen und Botschaften, darunter auch die deutsche Botschaft.

## Städtepartnerschaften

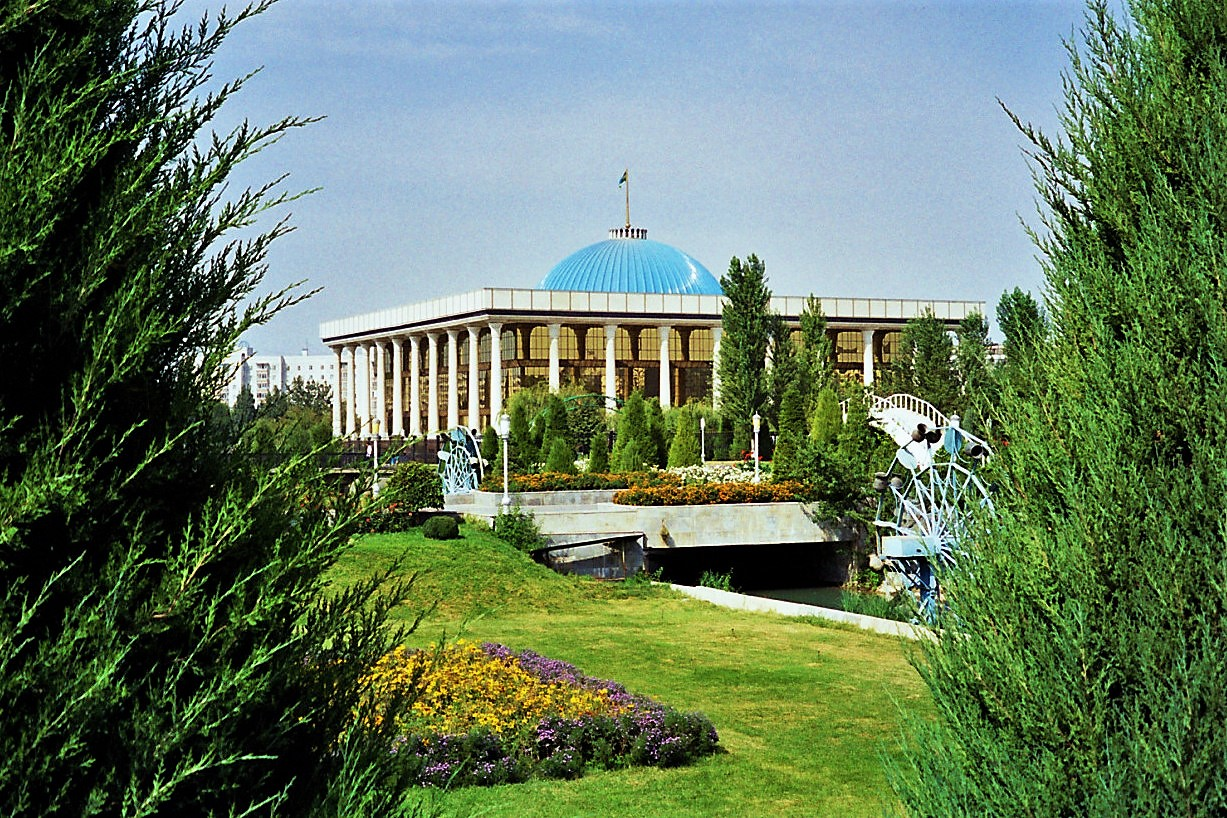
Oliy Majlis, das Parlament

Taschkent unterhält Städtepartnerschaften mit
- Istanbul, Türkei (1972)
- Berlin, Deutschland (1993)
- Dnipro, Ukraine (1998)
- Kortrijk, Belgien
- Marrakesch, Marokko
- Patiala, Indien
- Saragossa, Spanien
- Seattle, Vereinigte Staaten (1973)
- Shanghai, Volksrepublik China (1994)
- Skopje, Nordmazedonien
- Tripolis, Libyen
- Tunis, Tunesien
- Warna, Bulgarien

## Stadtbild und Sehenswürdigkeiten

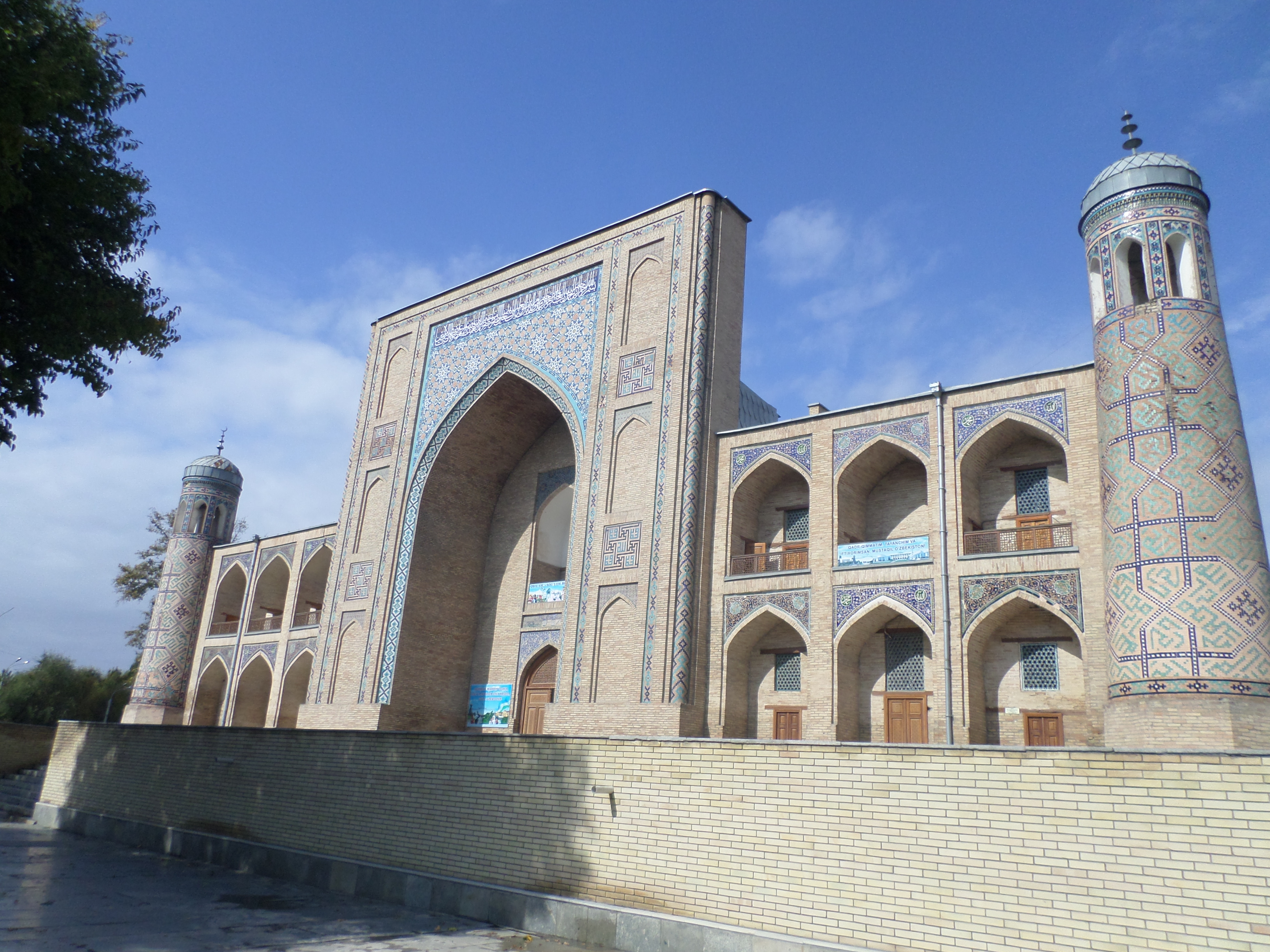
Kukeldash-Madrasa

Barak-Chan-Medresse

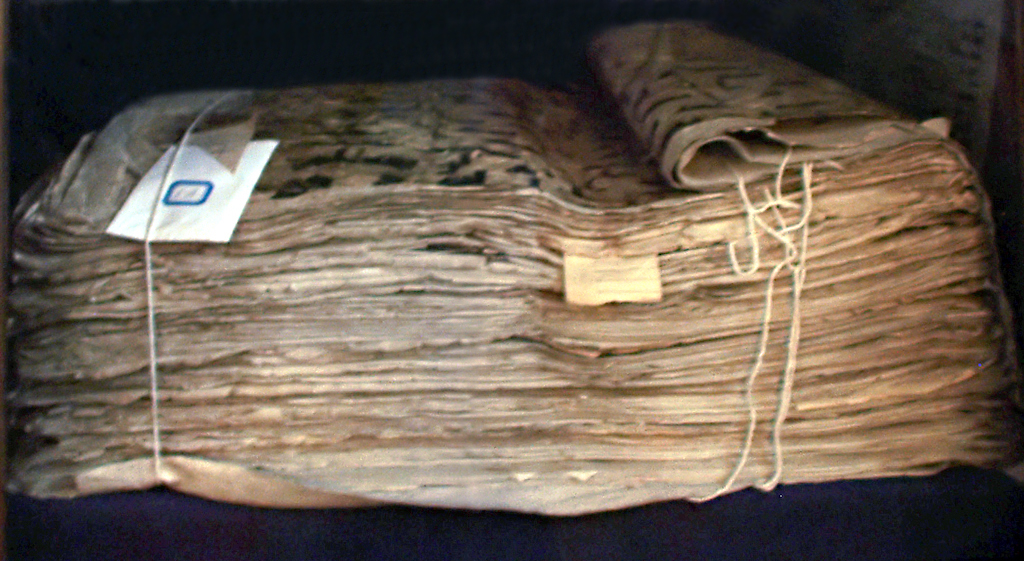
Taschkenter Koran (9. Jahrhundert)

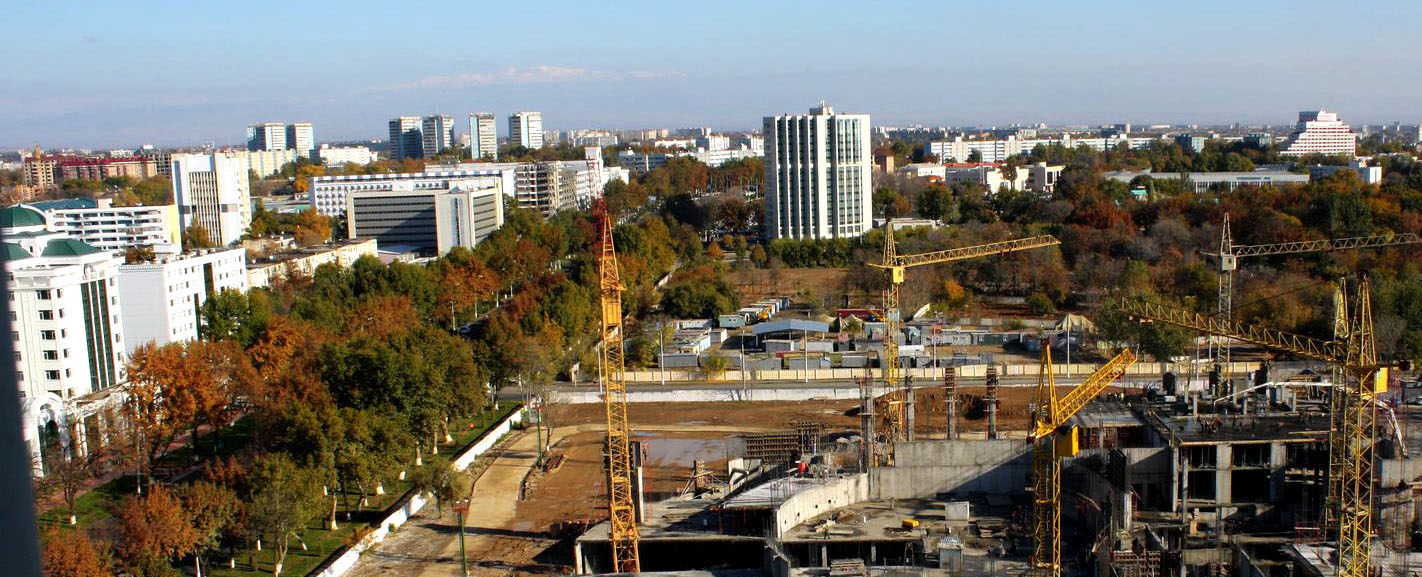
Blick vom Fernsehturm auf Taschkent

Seit dem Wiederaufbau der Stadt nach dem Erdbeben vom 26. April 1966 ist Taschkent eine grüne und wasserreiche Stadt mit vielen Parks und Springbrunnen. Im Zentrum der Stadt sind Bauwerke altusbekischer Architektur erhalten geblieben, so beispielsweise die Koʻkaldosh-Madrasa- und die Barak-Chan-Medresse aus dem 16. Jahrhundert.
In Taschkent wird eines der ältesten Exemplare des Koran aufbewahrt.

### Altstadt
Die Altstadt mit dem Hazrati-Imam-Komplex liegt im Nordwesten Taschkents und vermittelt einen Hauch des orientalischen Flairs.
Der Altstadtbasar Chorsu Bazar ist einer der größten Basare der Stadt und bietet die ursprünglichsten Güter an. Nur hier ist traditionelle Handwerkskunst zu kaufen, wie z. B. volkstümliche Musikinstrumente und Kinderkrippen. Daneben gibt es aber auch Unmengen günstiger chinesischer Importware zu erwerben.
Traditionelle Gerichte genießt man am besten in der Tschigatai, einem Stadtviertel voller kleiner Restaurants, die in den Innenhöfen der Gebäude liegen. Hier gibt es nahezu alle typischen usbekischen Speisen, beispielsweise Schaschlik und Plov.

### Neustadt und Umland
Taschkents Neustadt schließt rund herum an den halbkreisförmigen Amir-Timur-Park an. Im Zentrum des kleinen Parks steht das Reiterstandbild von Amir Timur, einem zentralasiatischen Eroberer des 14. Jahrhunderts. In der Nähe des Parks befindet sich das Amir-Timur-Museum, das ganz der neuen Leitfigur Usbekistans gewidmet ist, und das Hotel Uzbekistan, das im Stile des Brutalismus erbaut wurde.
In nicht allzu weiter Entfernung befindet sich das Theater Navoiy mit dem charakteristischen Springbrunnen in Form einer Baumwollkapsel. Das Theater selbst wurde in den 1940er Jahren überwiegend durch japanische Kriegsgefangene errichtet. Ebenfalls in der Neustadt befinden sich das Nationalhistorische Museum, das Museum der angewandten Kunst, die Staatliche Kunsthalle und der Romanow-Palast.
Im Südwesten der Stadt befindet sich der Erholungspark Navoiy. Er umfasst einen künstlich angelegten See und Fahrgeschäfte.
Ganz im Süden Taschkents liegt das Eisenbahnmuseum mit einer Vielzahl an Exponaten aus der Eisenbahngeschichte. Zu sehen ist auch eine deutsche Dampflokomotive aus den 1940er Jahren, die als Kriegsbeute ihren Weg bis nach Zentralasien gefunden hat.
Im Osten Taschkents befindet sich der Zoo. Dieser ist ein beliebtes Ausflugsziel, entspricht aber in Sachen artgerechter Tierhaltung nicht immer europäischen Vorstellungen. Gezeigt werden exotische Tiere wie Kamele, Löwen und Tiger, aber auch in Usbekistan heimische Wild- und Nutztierarten. Zudem gibt es zahlreiche Vogel- und Fischarten zu sehen.
Etwas nördlich der Neustadt liegt der Fernsehturm Taschkent, der auch für Touristen zugänglich ist und einen Ausblick über die Stadt bietet. Daneben finden sich der Aquapark, eine Art Spaßbad, und der japanische Garten.
Ebenfalls sehenswert ist die Taschkenter Metro, deren Haltestellen mit unterschiedlichen Motiven gestaltet sind.

## Wirtschaft und Infrastruktur

### Wirtschaft
In Taschkent werden nach Regierungsangaben von etwa 34.500 Unternehmen mehr als 14 % des BIP erwirtschaftet. 67 % der Wirtschaftsleistung entfallen auf Handels- und Dienstleistungsbetriebe. Zu den großen Industriebetrieben zählen TMZ, Toshkent traktor zavod (Traktorenfabrik) und O’zkabel. Daneben existieren zahlreiche Joint-Venture-Firmen.
Auch die nationale Wertpapierbörse - die Tashkent Stock Exchange befindet sich hier.

### Verkehr

#### Flugverkehr
Der internationale Flughafen Taschkent befindet sich im Süden der Stadt.

#### Schienenverkehr

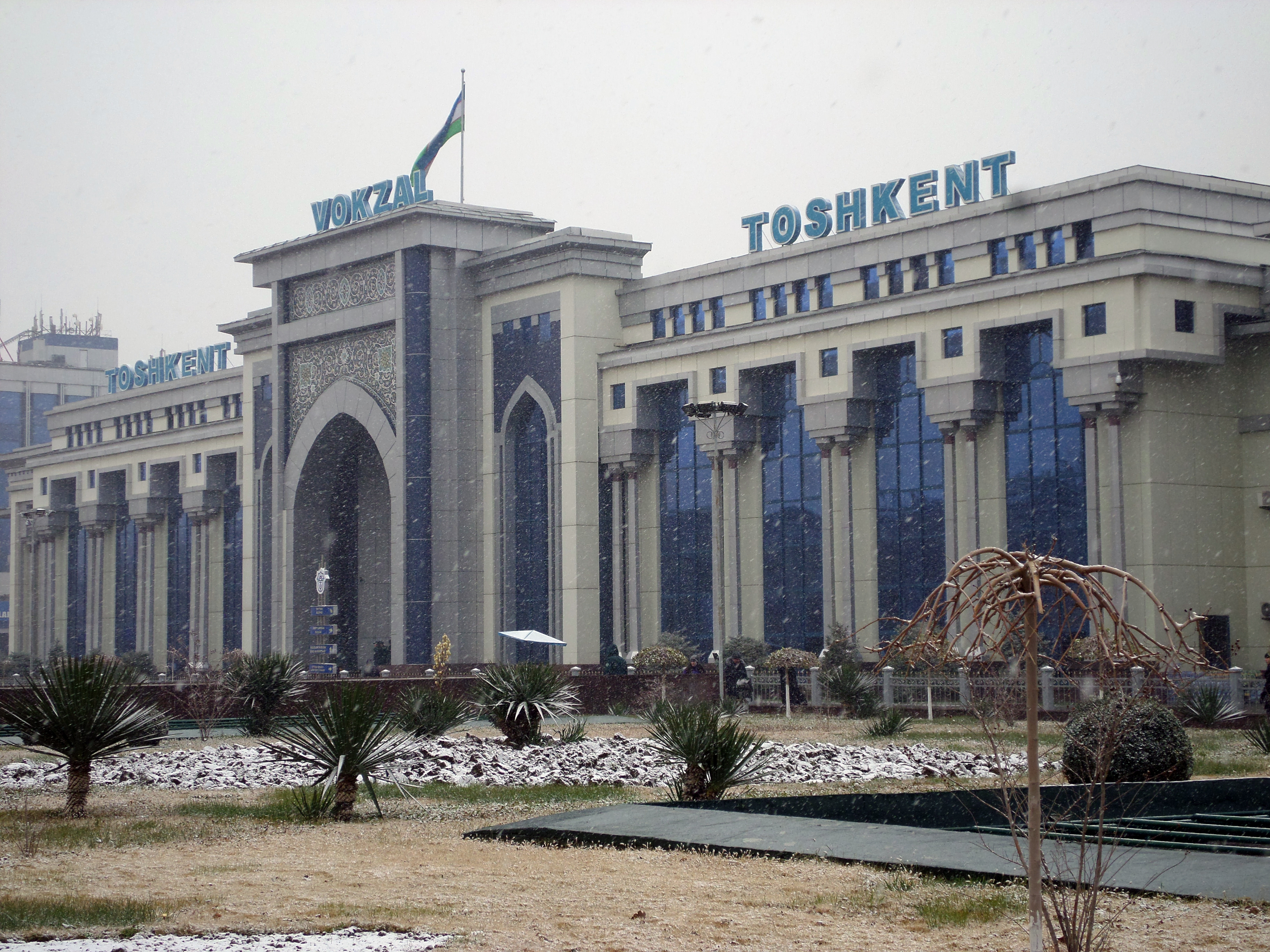
Hauptbahnhof von Taschkent

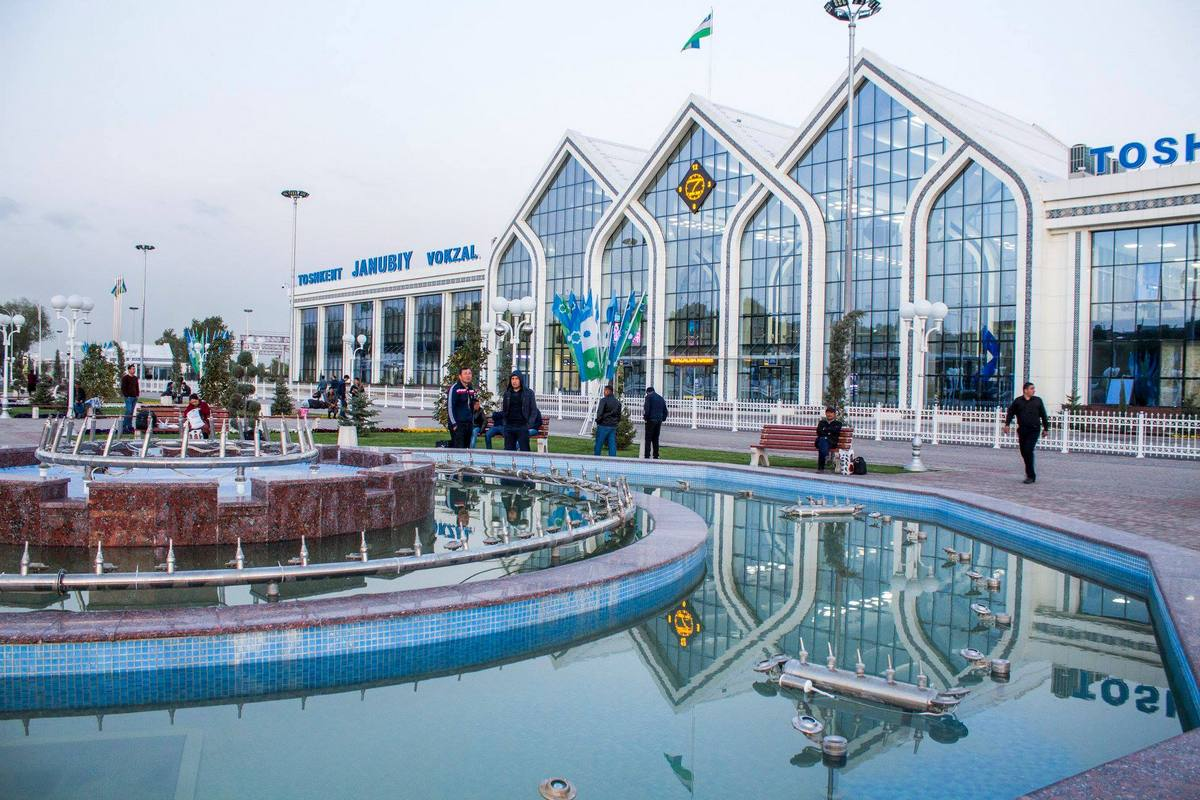
Südbahnhof Taschkent

Im Bahnhof Taschkent enden die Trans-Aral-Eisenbahn von Orenburg und die Transkaspische Eisenbahn von Türkmenbaşy. Die Stadt ist ein Knotenpunkt im Eisenbahnnetz Zentralasiens. Für den Fernverkehr wurde ein neuer Südbahnhof im Südosten der Stadt errichtet.
Es gibt Verbindungen nach Kasachstan, Tadschikistan und nach Russland, aber auch in die anderen großen Städte Usbekistans wie Samarqand, Buxoro oder Termiz. So verbindet der Registon-Express Taschkent und Samarqand in knapp vier Stunden und der Sharq-Express benötigt für die Strecke Taschkent-Samarqand-Buxoro etwas über sieben Stunden.
Die Straßenbahn eröffnete ihren Verkehr 1913 und war mit über 130 km Streckenlänge lange das wichtigste innerstädtische Verkehrsmittel. Ab 2010 wurde das Streckennetz schrittweise reduziert, obwohl der Betrieb noch 2006 20 neue Niederflurstraßenbahnen beschafft hatte. Im März 2016 kündigte der Bürgermeister an, die Straßenbahn bis zum Jahresende ein- und den Verkehr auf Busse umzustellen. Trotz Protesten von Bürgerinitiativen und Fahrgästen wurde das zum Jahresanfang 2016 noch rund 90 km lange Netz innerhalb von zwei Monaten weitestgehend stillgelegt. Ende April 2016 bestand das Netz lediglich noch aus der Linie 17, die als letzte am 2. Mai 2016 eingestellt wurde. Die Stadtverwaltung ließ die meisten Gleisanlagen innerhalb weniger Wochen beseitigen. 2022 wurde Alstom mit der Planung eines neuen Straßenbahnsystems beauftragt, wobei die Bauarbeiten dafür 2024 beginnen sollen.
Die Metro Taschkent wurde am 6. November 1977 in Betrieb genommen und umfasst heute 43 Stationen mit 5 Linien, die insgesamt mehr als 58,5 km Streckenlänge haben. Taschkent war die erste Stadt in Zentralasien mit einer U-Bahn.

#### Straßenverkehr

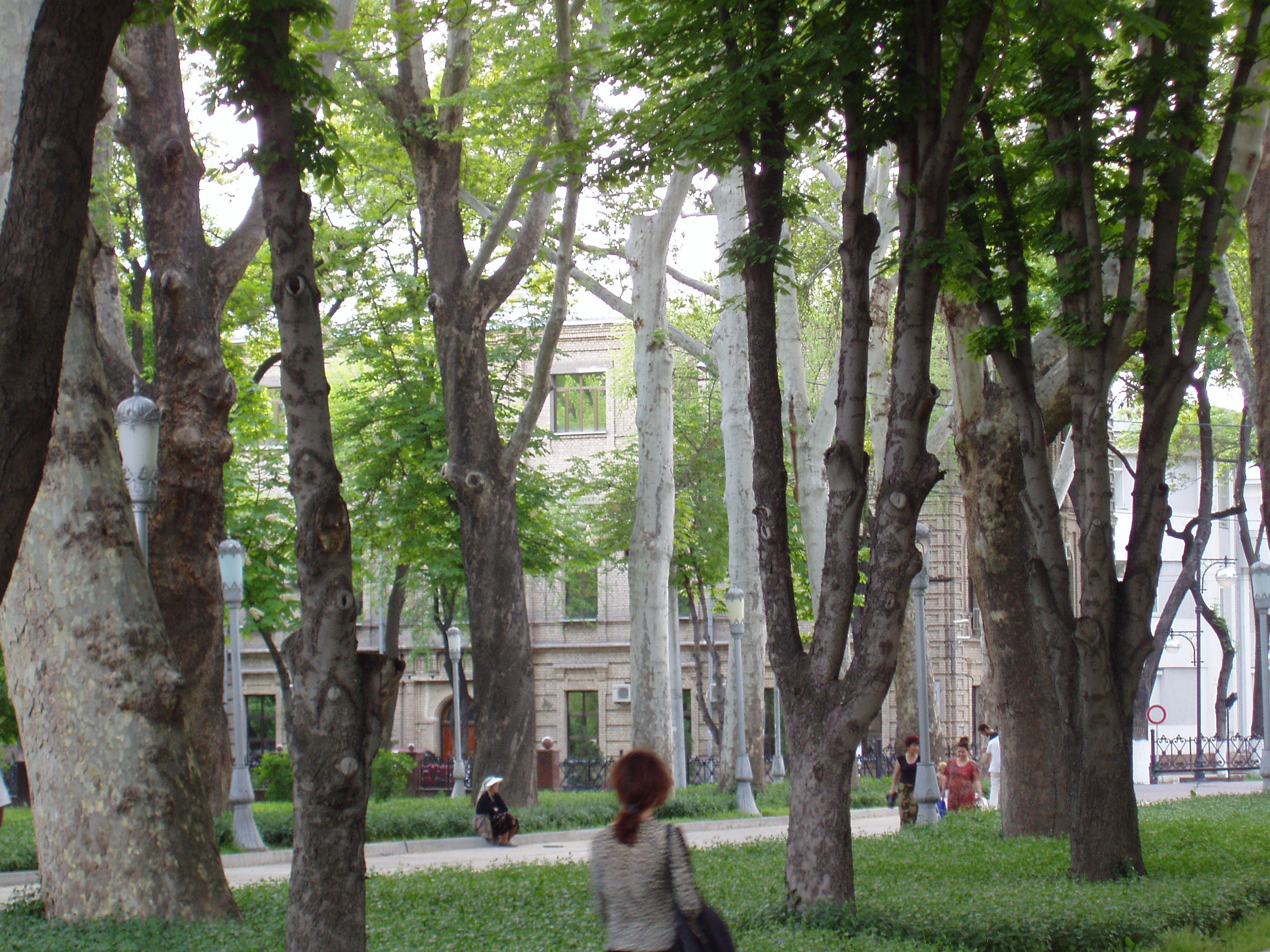
Amir-Temur-Platz im Stadtzentrum

Das innerstädtische Straßennetz ist überwiegend in Form großer Boulevards angelegt und teilweise sehr erneuerungsbedürftig. Die neueren Straßen führen meist zum Amtssitz des usbekischen Präsidenten, wie z. B. der frühere Prospekt Kosmonavt. Diese Straßen werden zweimal täglich abgesperrt, um dem Präsidenten freie Fahrt zu bieten. Eine Ringstraße führt um das Stadtgebiet. Durch Taschkent führt die M39 von Termiz zur Grenze mit Kasachstan, die A373 verläuft von Taschkent bis zur Grenze mit Kirgisistan im Fergana-Tal.
Von 1947 bis 2010 existierte ein Oberleitungsbus-Netz. Als Ersatz wurden Dieselbusse beschafft, meist vom Typ Mercedes-Benz Conecto. Sie wurden von der Deutschen Bank mit Unterstützung der damaligen DaimlerChrysler AG finanziert und ersetzten schrittweise Mercedes-Benz-Busse vom Typ O 405, die bereits 1993 angeschafft wurden.

### Bildung
- Akademie der Wissenschaften der Republik Usbekistan
- Taschkenter Staatliche Technische Universität
- Taschkenter Universität für Informationstechnologie
- Westminster International University in Tashkent
- Nationale Universität von Usbekistan
- Taschkenter Staatliche Wirtschaftsuniversität
- Staatliche Fremdsprachenuniversität
- Taschkenter Institut für Textil- und Leichtindustrie
- Taschkenter Institut für Eisenbahningenieure

## Kultur

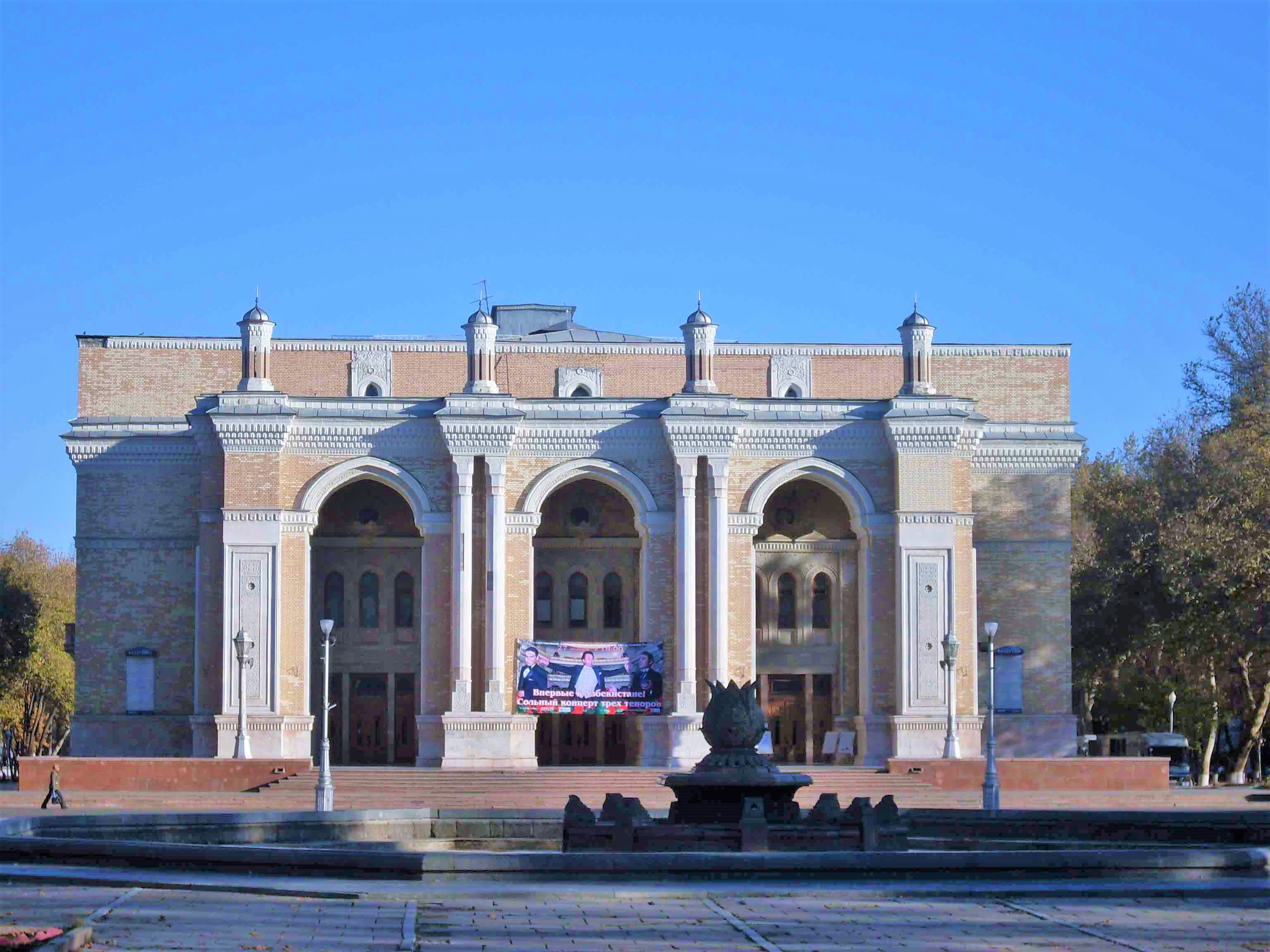
Theatergebäude (1940–1947)

### Theater
Alisher-Navoiy-Opern- und Balletttheater, das Opernhaus wurde bis 1947 erbaut (1.400 Plätze).

### Museen
- Amir-Temur-Museum zur Geschichte der Timuriden
- Museum der Repressionsopfer
- Staatliches Museum für Geschichte der Völker Usbekistans
- Museum für Angewandte Kunst
- Tamara-Xanum-Museum

### Sport
Die Fußballmannschaft des Rekordmeisters Paxtakor Taschkent trägt ihre Spiele im 35.000 Zuschauer fassenden Paxtakor-Zentral-Stadion aus. Der 2005 gegründete Klub Bunyodkor Taschkent, der im JAR-Stadion spielt, sorgte 2008 durch die Verpflichtung des brasilianischen Stars Rivaldo für Aufsehen. Auch in der ersten Liga spielt der Verein FK Olympic Tashkent. In der Zweiten Liga spielt nach dem Abstieg 2010 der der usbekischen Staatsbahn gehörende Verein Lokomotiv Taschkent. Das MHSK-Stadion wird von verschiedenen Mannschaften benutzt.
Jährlich findet mit dem WTA Taschkent (Tashkent Open) ein Damentennisturnier statt. Im September 2014 fanden in Taschkent die Ringer-Weltmeisterschaften 2014 statt. Das Tashkent-Challenger-Tennisturnier findet jährlich statt.
Von 1971 bis 1988 war in der Stadt die Eishockeymannschaft Binokor Taschkent beheimatet. Sie wurde 2012 wiedergegründet. Der Eishockeyverein Humo Taschkent spielt in der zweithöchsten russischen Eishockey-Spielklasse, der Wysschaja Liga.

## Städtelisten
- Liste der Städte in Usbekistan
- Liste der Hauptstädte Asiens
- Liste der Hauptstädte der Erde